# Dangerous and Moving
Dangerous and Moving è il terzo album in studio, e secondo in lingua inglese, del duo musicale russo t.A.T.u., pubblicato il 5 ottobre 2005 in Giappone, il 10 nel Regno Unito, l'11 nel Nord America e il 14 nell'America Latina e nel resto dell'Europa dalla Interscope.
Nonostante un buon riscontro commerciale nel mondo, il successo del disco si è rivelato minore rispetto al precedente album internazionale del duo.
L'album pubblicato in russo che corrisponde a questa versione è Ljudi invalidy.

## Descrizione
La produzione di Dangerous and Moving è passata per Los Angeles, fino a Londra, per terminare a Mosca. Le sue registrazioni, iniziate nell'estate del 2004, sono state rallentate a causa della gravidanza di Julia Volkova, costretta a rimanere fuori dagli studi di registrazione fino ad autunno inoltrato. Ci sono state due importanti sessioni di registrazione col produttore, Sergio Galoyan: la prima è avvenuta a Mosca dal 4 al 20 agosto 2004, una registrazione alla quale ha partecipato solo Lena Katina (data la gravidanza di Julia), che ha prodotto canzoni come Cosmos, Sacrifice (una demo con Claire Guy) e le demo All My Love, I Know, One Love e You (I Miss You); la seconda sessione si è svolta dal 17 gennaio al 18 aprile 2005, a Los Angeles dove sono state registrate Sacrifice, Perfect Enemy e la demo di We Shout intitolata Reach Out. 
Tra i noti produttori del duo tornano Trevor Horn, che ha prodotto la traccia Craving (I Only Want What I Can't Have), Martin Kierszenbaum e Robert Orton.
Altri nomi che hanno partecipato al disco sono Sting e Dave Stewart degli Eurythmics (il primo ha suonato il basso in Friend or Foe, mentre il secondo ne ha co-scritto il testo), Richard Carpenter, che ha arrangiato il brano Gomenasai, Michael Urbano (componente degli Smash Mouth) e Billy Steinberg (autore di Like a Virgin di Madonna), che ha co-scritto il singolo All About Us insieme al duo pop australiano The Veronicas.
In merito all'album, le due ragazze ne hanno descritto i testi come più maturi e ricercati rispetto al precedente disco, con sonorità maggiormente rock.

### Copertina
La versione internazionale dell'album presenta sulla copertina in bianco e nero l'immagine di Julia e Lena in piedi su un'autostrada, e la stampa di un cadavere disteso su di essa. Le ragazze indossano rispettivamente una giacchetta di colore bianco e una di colore scuro. Le sagome del duo, inoltre, si ripetono più volte proseguendo sullo sfondo. In primo piano, un nastro di segnalazione zebrato di colore giallo e nero contiene il titolo dell'album.
La copertina destinata all'edizione giapponese del disco ritrae le t.A.T.u. in piedi in una discarica automobilistica: Julia in primo piano con le braccia posate in avanti e Lena situata più sullo sfondo con le braccia che toccano la zona dei fianchi, entrambe vestite con t-shirt nere e jeans. La stessa copertina è stata utilizzata per altri mercati (come quello taiwanese), con la sola differenza che l'immagine è in bianco e nero e non più a colori.
Il servizio fotografico è stato realizzato a Los Angeles dal fotografo Phil Mucci nel giugno del 2005.

## Accoglienza
| Recensione         | Giudizio |
| ------------------ | -------- |
| AllMusic           |          |
| BBC                | positivo |
| IndieLondon        | positivo |
| PopMatters         |          |
| Rolling Stone      |          |
| Sputnikmusic       |          |
| Stylus Magazine    | B+       |
| The Boston Phoenix |          |
| The Guardian       |          |
| The Pitt News      |          |

Dangerous and Moving ha ottenuto recensioni miste da parte della critica specializzata. Su Metacritic, sito che assegna un punteggio normalizzato su 100 in base a critiche selezionate, l'album ha ottenuto un punteggio medio di 53 basato su dieci recensioni.

## Promozione

### Singoli
All About Us fu il primo singolo estratto, pubblicato nel settembre del 2005, che anticipò l'uscita dell'album. La canzone ebbe un buon successo in Europa e rientrò nella top-ten in molti Paesi nel mondo, raggiungendo la posizione numero 8 nella classifica britannica dei singoli e la numero 13 nella Billboard Hot Dance Club Play negli Stati Uniti. Il video del singolo fu anche proclamato "miglior video" agli MTV Russia Music Awards.
Friend or Foe fu pubblicato come secondo singolo a fine 2005-inizio 2006. Il brano, che vede la collaborazione di Sting, registrò minori consensi ed entrò in classifica nel Regno Unito alla posizione numero 48. Fu inoltre l'ultimo singolo del duo a essere pubblicato nel Regno Unito e negli Stati Uniti.
Gomenasai fu estratto come terzo e ultimo singolo dell'album nella primavera del 2006 per volere della Interscope. Le cantanti erano di fatto contrarie alla sua pubblicazione, ma il brano uscì lo stesso come singolo, ottenendo poco riscontro nei mercati europei.
La traccia omonima Dangerous and Moving era stata scelta dalle t.A.T.u. come secondo singolo del disco, ma all'ultimo momento la Interscope decise di optare per Friend or Foe come secondo estratto. Avevano programmato di pubblicare la canzone come quarto singolo, ma fu nuovamente rimpiazzata da Loves Me Not (anche se esso sarà successivamente considerato un singolo tratto dalla raccolta The Best). Siccome il brano non fu trasmesso in radio, pubblicizzato e pubblicato in versione CD, e a causa della divisione tra la Interscope e le t.A.T.u., la canzone non uscì mai come singolo.

### Dangerous and Moving Tour

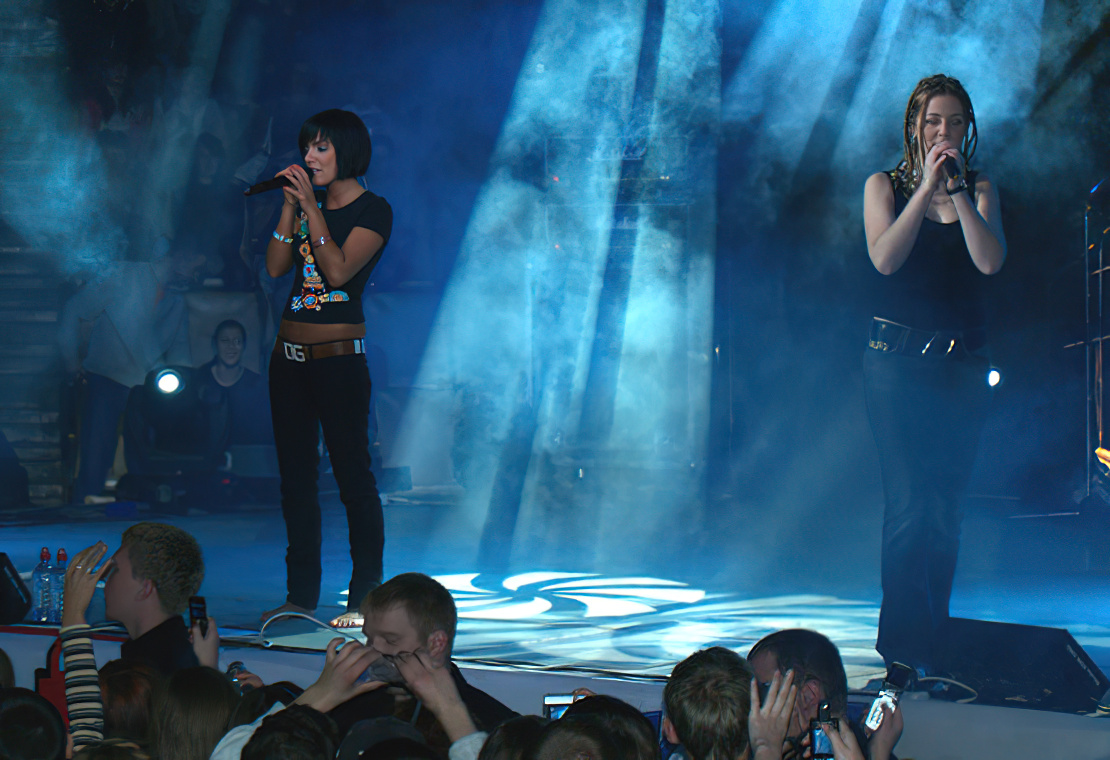
Le t.A.T.u. a Kirov durante il Dangerous and Moving Tour nel 2006

Tra la fine del 2005 e tutto il 2006 si svolse il Dangerous and Moving Tour per la promozione dell'album. Durante la tournée il duo si esibì con canzoni del nuovo album e ripropose i vecchi successi, abbandondando completamente il playback (utilizzato in passato a causa dei problemi vocali di Volkova) in favore della voce dal vivo. Per la prima volta nella storia del duo, particolare attenzione fu dedicata anche all'America Latina, dove si svolsero sei concerti, di cui quattro in Messico, uno in Argentina e uno in Brasile. In totale, il duo visitò quattro continenti e tenne 38 concerti, di cui quello a San Pietroburgo, tenutosi il 28 aprile 2006, fu pubblicato in una speciale edizione DVD, Truth: Live in St. Petersburg.

## Tracce
1. Dangerous and Moving (Intro) – 0:51 (musica: Martin Kierszenbaum, T.A. Music)
2. All About Us – 3:01 (Josh Alexander, Billy Steinberg, Jessica Origliasso, Lisa Origliasso, Martin Kierszenbaum, Robert Orton)
3. Cosmos (Outer Space) – 4:12 (Leonid Aleksandrovskij, Sergio Galoyan, Martin Kierszenbaum, Valerij Polienko, Dennis Ingoldsby)
4. Loves Me Not – 2:55 (Ed Buller, Andy Kubiszewski)
5. Friend or Foe – 3:08 (Martin Kierszenbaum, David Stewart, Robert Orton)
6. Gomenasai – 3:42 (Martin Kierszenbaum, Robert Orton)
7. Craving (I Only Want What I Can't Have) – 3:50 (Lisa Lindley Jones, Trevor Horn)
8. Sacrifice – 3:10 (Sergio Galoyan, Martin Kierszenbaum, Dennis Ingoldsby)
9. We Shout – 3:02 (Leonid Aleksandrovskij, Martin Kierszenbaum, Nekkermann, Valerij Polienko, Sergio Galoyan, Dennis Ingoldsby)
10. Perfect Enemy – 4:12 (T.A. Music, Sergio Galoyan, Martin Kierszenbaum, Valerij Polienko, Dennis Ingoldsby)
11. Obez'janka nol' (Обезьянка ноль) – 4:25 (Andrei Pokutni, Vladimir Adarichev, Valerij Polienko, Sergio Galoyan, Dennis Ingoldsby, T.A. Music)
12. Dangerous and Moving – 4:35 (Leonid Aleksandrovskij, Ivan Šapovalov, Valerij Polienko, Martin Kierszenbaum, T.A. Music)

Tracce bonus della Deluxe Edition
1. Vsja moja ljubov' (Вся моя любовь) – 5:49 (Sergio Galoyan, Martin Kierszenbaum, Valerij Polienko, Dennis Ingoldsby, T.A. Music) – solo in Giappone, Regno Unito, Europa e America Latina
2. Ljudi invalidy (Люди-инвалиды) – 4:37 (Valerij Polienko, Ivan Šapovalov, Martin Kierszenbaum, T.A. Music) – solo in Giappone e Regno Unito
3. Divine – 3:17 (Ryan Tedder, Martin Kierszenbaum) – solo in Giappone

- La versione giapponese comprende anche altro materiale, come un DVD bonus contenente i videoclip di All About Us e Dangerous and Moving e il making of del video di All About Us.
- L'edizione limitata taiwanese ha un DVD bonus contenente il video incensurato di All About Us, due libretti pieni di immagini e dei testi delle canzoni, un poster e altro.
- La versione europea del CD è uscita con un DVD bonus che conteneva making of del video di All About Us e un pacchetto di remix delle t.A.T.u.

## Formazione
- t.A.T.u.
  - Lena Katina – voce
  - Julia Volkova – voce
- Tom Baker – mastering
- Ed Buller – produzione
- Cindy Cooper – coordinazione produzione
- Sergio Galoyan – produzione
- Trevor Horn – produzione
- Tomoko Itoki – direzione, produzione
- David Junk – direzione esecutiva
- Martin Kierszenbaum – produzione, A&R
- Andy Kubiszewski – produzione
- Robert Orton] – produzione, assistenza tecnica, missaggio
- Boris Renskij – produzione esecutiva
- Andrea Ruffalo – A&R
- Ami Spishock – capo produzione
- T.A. Music – design, fotografia, idee
- Tony Ugval – assistenza tecnica
- Xudoznik – produzione
- Phil Mucci – fotografia

## Successo commerciale
Inizialmente pubblicato il 5 ottobre 2005 in Giappone, è entrato in classifica al decimo posto, con un risultato peggiore rispetto al primo disco 200 km/h in the Wrong Lane, che era piombato direttamente al primo posto nella classifica giapponese degli album del 2003. Difatti, quest'ultimo aveva venduto oltre 500 000 copie in Giappone nella sola prima settimana di uscita, mentre Dangerous and Moving è arrivato a vendere nella prima settimana 23 000 copie. A Taiwan il disco ha esordito in cima alla classifica degli album occidentali, mentre ha fatto ingresso al quarto posto nella classifica complessiva degli album, uscendo dalla top-20 dopo quattro settimane. Nel dicembre 2005 Dangerous and Moving è arrivato a oltre 15 000 unità vendute, grazie alle quali è stato certificato disco d'oro dalla Recording Industry Foundation in Taiwan.
Anche in Europa il successo non è stato lo stesso del predecessore. In Germania il disco ha raggiunto il dodicesimo posto nella classifica degli album e vi è rimasto per sei settimane. In Italia ha stazionato tre settimane nella top-20 della Classifica FIMI, debuttando al 18º posto e salendo di tre posizioni come picco massimo. In Francia è rimasto in classifica ventitré settimane, vendendo nel 2005 circa 70 000 copie, diventando disco d'argento. Nella maggior parte dei restanti Paesi europei l'album ha raggiunto almeno la top-30 delle classifiche, ancora una peculiarità per artiste provenienti dell'Europa dell'Est. Nel Regno Unito ha trascorso una settimana nella Official Albums Chart, facendo ingresso alla posizione numero 78.
Negli Stati Uniti l'album si è piazzato al 131º posto nella Billboard 200, con un totale di 93 000 copie vendute nel Paese. In America Latina, invece, ha conquistato più successo: in Messico ha raggiunto il quinto posto in classifica, rimanendoci fino al 2006 e diventando disco d'oro per la vendita di oltre 50 000 copie. Nel mondo il disco ha venduto circa un milione di copie.

## Classifiche

### Classifiche settimanali
| Classifica (2005-06) | Posizione massima |
| -------------------- | ----------------- |
| Austria              | 13                |
| Belgio (Fiandre)     | 84                |
| Belgio (Vallonia)    | 85                |
| Canada               | 91                |
| Finlandia            | 20                |
| Francia              | 23                |
| Germania             | 12                |
| Giappone             | 10                |
| Italia               | 15                |
| Messico              | 5                 |
| Polonia              | 25                |
| Regno Unito          | 78                |
| Repubblica Ceca      | 23                |
| Spagna               | 55                |
| Stati Uniti          | 131               |
| Svezia               | 37                |
| Svizzera             | 26                |
| Taiwan               | 4                 |
| Ungheria             | 26                |

### Classifiche di fine anno
| Classifica (2005) | Posizione |
| ----------------- | --------- |
| Francia           | 171       |
| Messico           | 88        |

## Curiosità
- Tra Dangerous and Moving e Ljudi invalidy ci sono solo quattro tracce in comune, incise quindi sia in inglese che in russo. Il resto delle canzoni sono soltanto in una delle due lingue. Di seguito quelle che hanno una controparte:
  - Dangerous and Moving / Ljudi invalidy
  - Cosmos (Outer Space) / Kosmos
  - We Shout / Nič'ja
  - Perfect Enemy / Novaja model'
- La versione inglese di Obez'janka nol', Null and Void, si può trovare nel The Best.
- Nonostante Sting, Dave Stewart e Richard Carpenter abbiano lavorato all'album, non hanno in realtà incontrato le ragazze per la produzione. Richard Carpenter è comunque riuscito a vedere il duo dopo la registrazione dell'album, durante le riprese del video di Friend or Foe.
- Alcune canzoni sono state registrate in Jaggo Studios a nord di Hollywood.
- La versione in formato digitale dell'album riporta un errore di traslitterazione del brano russo Obez'janka nol', che appare come Objzienka nol.[51]